# Valkkuna
Valkkuna är en sjö i kommunen Karstula i landskapet Mellersta Finland i Finland. Sjön ligger 166,7 meter över havet. Den är 4,5 meter djup. Arean är 82 hektar och strandlinjen är 5,6 kilometer lång. Sjön  ingår i Kymmene älvs huvudavrinningsområde.   Den ligger omkring 93 kilometer nordväst om Jyväskylä och omkring 300 kilometer norr om Helsingfors. 